# Priit Tomson
Priit Tomson (Tallinn, 3 november 1942) is een gepensioneerde Estisch professioneel basketbalspeler die uitkwam voor het nationale team van de Sovjet-Unie.

## Carrière
Tomson speelde zijn gehele carrière van 1963 tot 1976 voor topclub Kalev Tallinn. Met de Estische SSR werd hij tweede in het landskampioenschap van de Sovjet-Unie in 1967. Met het nationale team van de Sovjet-Unie won hij brons op de Olympische Spelen in 1968. Op de wereldkampioenschappen won hij goud in 1967 en 1974 en brons in 1970. Op de Europese kampioenschappen won hij goud in 1967, 1969 en 1971.

## Erelijst
- Landskampioen Sovjet-Unie:
  - Tweede: 1967
- Olympische Spelen:
  - Brons: 1968
- Wereldkampioenschap: 2
  - Goud: 1967, 1974
  - Brons: 1970
- Europees kampioenschap: 3
  - Goud: 1967, 1969, 1971